# Suchý vrch (národní přírodní rezervace)
Suchý vrch je zrušená národní přírodní rezervace v katastrálním území obcí Necpaly a Blatnica v okrese Martin a obce Liptovské Revúce v okrese Ružomberok v Žilinském kraji na Slovensku. Území bylo vyhlášeno v roce 1988 a jeho rozloha byla 288,74 hektaru. Předmětem ochrany bylo zabezpečení ekosystému přirozených lesů s biotopy evropského významu převážně se zachovalou strukturou pralesovitého charakteru, jejich dynamického vývoje a v nich probíhajících přirozených procesů a přirozených a sekundárních nelesních biotopů evropského významu a biotopů národního významu a druhů evropského i národního významu s nimi svázaných. Rezervace byla k 1. lednu 2024 zrušena a její území začleněno do systému zón národního parku Velká Fatra.
Ochrana tvarů reliéfu a mimořádně bohaté vápnomilné flóry Velké Fatry. V NPR Suchý vrch bylo zjištěno 42 druhů lišejníků, jedenáct druhů mechorostů, 32 druhů vyšších rostlin, které patří mezi vzácné a nebo zvláště chráněné. Přírodovědci tady také zaregistrovali 82 druhů ptáků, z nichž 66 druhů tu i hnízdí. K nejvzácnějším patří zedníček skalní (Tichodroma muraria).
Porosty pralesovitého charakteru tvoří enklávu mezi obhospodařovanými lesy a sekundárními planinami přibližně v rozmezí nadmořských výšek 1070 až 1280 m. V závislosti na typu stanoviště dominuje v pralese buk (Fagus) (bukové a jedlově-bukové květnaté lesy, vápnomilné bučiny, javorově-bukové horské lesy) nebo smrk (Picea) (smrkové lesy borůvkové a smrkové lesy vysokostébelnaté). Ve výraznějších dolinkách, na sutinách a v javorově-bukových lesích je vyšší zastoupení javoru klenu (Acer pseudoplatanus), jen zřídka se vyskytují jedle (Abies), jilm horský (Ulmus glabra), na skalách lokality řádově roste několik jedinců tisu, v smrčinách se uplatňuje i jeřáb ptačí (Sorbus aucuparia). Za pozornost stojí reliktní výskyt souvislých porostů rašeliníkové kosodřeviny (Pinus mugo) na skalní strusce Suchého vrchu, či velmi výrazná hranice mezi bučinami a smrčinami na východním svahu této kóty, kde smrčiny výrazně sbíhají do pásma bučin díky balvanitá až blokovitému charakteru reliéfu.
Největší smrky v lokalitě dosahují průměr až 150 cm a obvod 460 cm. Průměrný věk nejstarších porostů je 160 let, avšak mnohé stromy mají podstatně vyšší věk. Nejstarším dosud zjištěným stromem je smrk s věkem 430 let. Suchý vrch je významnou lokalitou horské flóry s výskytem velkého počtu vzácných, reliktních a ohrožených taxonů. Relativní odlehlost a zachovalost území vytváří velmi dobré existenční podmínky i pro vzácné a na vyrušování citlivé druhy fauny (velké masožravce, kurovité, sovy, sokolovité).

## Přístup
Po červené turisticky značené trase č. 0870 (Velkofatranská magistrála) (prochází územím) v souběhu s naučnou stezkou Hrebeňom Velkej Fatry